# Nym Remailer
Ein Nym Remailer ist ein pseudonymisierender Remailer, der verschlüsselte oder unverschlüsselte Nachrichten annimmt, anonymisiert und weiterleitet.
Alternative Bezeichnungen sind "Nym Server" oder "Pseudonym Server" (englisch auch "pseudonymous server" und "pseudonymous remailer"). Nym ist auch eine Abkürzung für Pseudonym.

## Allgemeines
Im Unterschied zu Cypherpunk- und Mixmaster-Remailern erlaubt es der Nym-Server, trotz Unkenntnis des ursprünglichen Absenders einer Nachricht, diesem Antworten zukommen zu lassen. Der Dienst ermöglicht also eine bidirektionale Kommunikation, bei der im Extremfall keiner der Kommunikationspartner Kenntnis von der Identität des anderen hat.
Der Nym-Server entfernt, ebenso wie andere Remailer, aus den empfangenen E-Mails alle Headerinformationen, die Rückschlüsse auf den Absender zulassen. Statt seiner eigenen Standard-Adresse trägt er aber eine gespeicherte und dem Absender zugeordnete Pseudonym-Adresse im Absenderfeld ein.
Antworten auf solcherart pseudonymisierte E-Mail werden an diese Adresse gesendet und vom Nym-Server wieder an den echten Empfänger weitergeleitet.
Wie der Remailer die Zuordnung von realen Absendern zu den Pseudonymen bewerkstelligt, entscheidet über die Sicherheit der Einrichtung.

## Funktionsweise heute gängiger Nym-Server
Auch die Betreiber dieser Dienste können nicht die Identität ihrer Nutzer ermitteln. Erreicht wird dies, indem jeder Austausch mit dem Nym-Server – auch die Registrierung einer neuen Pseudonym-Adresse – mittels verketteter Cypherpunk- oder Mixmaster-Remailer erfolgt.
Um eingehende E-Mails dem pseudonymen Empfänger zuzustellen, speichert der Nym-Server zusätzlich Informationen zu einer oder mehreren Remailer-Ketten, die ursprünglich der Benutzer für die Kommunikation mit dem Server aussucht. Um eine solche Nachricht auf den Weg zum wartenden Empfänger zu bringen, genügt es dem Nym-Server, den ersten Remailer einer dieser Ketten zu kennen. Alle nachfolgenden sind verschlüsselt und bleiben auch dem Nym-Server verborgen.
Aufgrund der schwankenden Zuverlässigkeit vieler Remailer müssen diese Remailer-Ketten häufig angepasst werden. Die Pflege eines sogenannten Nym-Accounts ist darum aufwändig. Es sind deshalb viele komfortable Remailer-Client-Programme entstanden, die sich der Konfiguration und nachträglichen Manipulation eines Nym-Accounts besonders annehmen.

## Anfänge: Der Penet-Remailer
Der erste öffentlich erreichbare Pseudonym-Remailer wurde von Johan "Julf" Helsingius betrieben. Helsingius stellte seinen Dienst ab 1993 auf anon.penet.fi zur Verfügung.

### Funktionsweise und Schwäche des pseudo-anonymen Penet-Remailers
Der Penet-Server basierte auf einigen Perlskripten. Der Dienst stand jedem Internet-Nutzer zur Verfügung. E-Mail, die Penet erreichte, wurde entpersonalisiert und als Absender erschien anonNNNN@anon.penet.fi (N ist eine beliebige Ziffer.). Helsingius' Remailer speicherte das Pseudonym anonNNNN zusammen mit der originalen E-Mail-Adresse in einer Datenbank. Auf dem Rückweg konnte somit E-Mail, die an ein Pseudonym gerichtet war, auch wieder an die echte Adresse geleitet werden. Allerdings ist die Datenbank auch die Schwachstelle dieses Remailer-Typs, weil es theoretisch möglich ist, nachträglich den E-Mail-Verkehr mit realen Personen in Verbindung zu bringen.

### Angriffe gegen den Server
Schon bald bekam Helsingius diverse Anfragen zu realen Absenderadressen. Nachdem 1995 ein internes Papier des Scientology-Konzerns über Penet in die Newsgroup alt.religion.scientology gepostet worden war, begann Scientology, gerichtlich, aber zunächst erfolglos, gegen Helsingius vorzugehen.
Vorwürfe der britischen Zeitung Observer (1996), über den Server sei Kinderpornographie gepostet worden, konnten schnell widerlegt werden, denn das System ließ Dateien in der Größe der angeblich publizierten Fotos überhaupt nicht passieren (maximal 15 KB).
Die Entscheidung eines finnischen Gerichts zugunsten von Scientology legte die Schlussfolgerung nahe, das Briefgeheimnis gelte nicht für E-Mail. Dieser Umstand und anhaltende Angriffe aus dem Internet brachten Johan Helsingius schließlich dazu, den Server endgültig vom Netz zu nehmen.